# サマジワディ党
サマージワーディー党（サマジワディとう、समाजवादी पार्टी、Samajwadi Party）は、インドの政党。日本語では社会主義党、社会主義者党、社会党などと翻訳される。民主社会主義を掲げインド国民会議左派の会議派社会党やジャナタ・ダルの系譜を引く政党のひとつとしてムラーヤム・スィン・ヤーダヴを党首に1992年に結成。インドでも人口最多のウッタル・プラデーシュ州に強固な地盤を有するが、同州以外では小勢力に留まっている。中位農民カーストのヤダーヴ、その他の後進カーストとして「OBC」と総称される中下位カースト、そしてイスラム教徒を主な支持基盤とする。
2002年のウッタル・プラデーシュ州議会議員選挙で初めて州議会第1党となったが政権を獲得できなかった。しかし翌2003年、連立与党の内紛によってムラーヤム・スィン・ヤーダヴを州首相として政権の座に返り咲く。その勢いで2004年連邦下院選挙では36議席を獲得、議席をほぼ倍増させ中央政界でも第4党に躍進してインド政界のキー的な存在となった。しかし同じ中道左派ながらインド国民会議との関係は良好とはいえず、2007年の州議会議員選挙では州内政治のライバルであるマーヤーワティー率いる大衆社会党に敗れた。
党ナンバー2のアマル・スィン書記長がボリウッド（インド映画のうちヒンディー語娯楽映画の巨大産業の通称）に強い影響力を持つほか、3度の主演女優賞と3度の助演女優賞を受賞したラージヤ・サバー議員のジャヤー・バッチャン、元盗賊のプーラン・デーヴィーが政界デビューしてから暗殺されるまでの期間に所属した。アンチ英語の姿勢もあり、同党のウッタル・プラデーシュ州政権下でヒンディー語に加えて、イスラム教徒が使うウルドゥー語が州公用語となった。このように同党の政策には比較的ポピュリズムの傾向が強い。
2008年には米印原子力協力に左翼戦線が反対しマンモハン・シン政権への閣外協力を解消するなか、逆に政権を支持して賛成に回った。
2009年連邦下院選挙では23議席に後退したものの、地盤のウッタル・プラデーシュ州では大衆社会党をおさえ州内第1党となった。
2024年連邦下院選挙で、サマジワディ党が歴史的な躍進を遂げて37議席を獲得し、インド下院で第3党となった。また、インド国民会議を中心に結成された野党連合のインド国家開発包括同盟に連立政党として参加している。
党のシンボルマークは自転車。